# Bazmark
Bazmark est une société de production indépendante fondée par le réalisateur Baz Luhrmann et la productrice Catherine Martin (tous deux mariés) en 1997 dans le but d'aboutir à leurs différents projets,. Trois filiales ont également été créées : Bazmark Design, Bazmark Live et Bazmark Records. Le siège de la société se trouve dans la maison de Lurhmann et Martin, appelée The House of Iona.
Le slogan de la société visible sur le logo, A life lived in fear is a life half lived, est une citation du film Ballroom Dancing (1992), premier long-métrage de Luhrmann, et prononcé par la protagoniste Fran (Tara Morice). Il s'agit également d'un proverbe espagnol.

## Histoire
La société est à l'origine créée pour aboutir aux différents projets de ses fondateurs : Baz Luhrmann et Catherine Martin.
Avant la création de la société en 1997, les premières collaborations entre les deux artistes débutent lorsque Luhrmann crée son opéra Lake Lost, et qu'il engage Martin en 1988, alors en dernière année d'étude au National Institute of Dramatic Art (NIDA) de Sydney, pour la création des décors. Depuis, Martin créa les décors de toutes les productions scéniques de Luhrmann : Strictly Ballroom (adapté au cinéma quelques années plus tard, en France sous le nom Ballroom Dancing), La Bohème et Le Songe d'une Nuit d'Été,,. 

Armoiries de l'Australie, ayant inspiré le logo de Bazmark.

Après quelques autres collaborations sur le premier long-métrage de Luhrmann (Ballroom Dancing, 1992), ou encore la rédaction en chef du Vogue Australia en janvier 1994, Luhrmann et Martin créent Bazmark. Inq. en 1997,. Le logo de la société fait référence au blason des armoiries de l'Australie, insistant sur le pays d'origine de la société. 
Bazmark est notamment connu pour avoir produit les films de Luhrmann tels que Roméo + Juliette (1996), Moulin Rouge (2001), Australia (2008), Gatsby le Magnifique (2013) ainsi que ses courts-métrages (dont deux pour Chanel). La société produit également des comédies musicales, des opéras, ou encore organise des événements. 
En 1998, Bazmark, par l'initiative de Catherine Martin, crée le paysage urbain du Fox Studios Australia, et organise le défilé Collette Dinnigan au Louvre,.
En 2015, Luhrmann s'associe avec RCA Records pour créer Bazmark Records, permettant d'éditer les bandes originales de ses films qui ont un grand succès en Australie et Nouvelle-Zélande notamment (Roméo + Juliette, Moulin Rouge, Gatsby le Magnifique), et autres projets télévisés,.
L'ensemble des films produits par Bazmark sont réalisés par Baz Luhrmann lui-même.

## Productions

### Films
- 1996 : Roméo + Juliette (Romeo + Juliet)
- 2001 : Moulin Rouge!
- 2008 : Australia
- 2013 : Gatsby le Magnifique (The Great Gatbsy)
- 2022 : Elvis

### Série
- 2016 : The Get Down

### Publicité
- 2004 : No. 5 the Film (durée : 3 minutes, réduit au format 30 secondes pour la télévision)
- 2008 : Come Walkabout (deux films publicitaires, mis en scène à Shangai et à New-York, pour Tourism Australia)
- 2017 : The Secret Life of Flowers pour une collection de vêtements H&M et Erdem (court-métrage de 4 minutes)

### Clip vidéos
- 2008 : Waltzing Matilda (interprété par Ophelia of the Spirits)
- 2009 : By the Boab Tree (interprété par Ophelia of the Spirits)

### Musique
- 1998 : Something for Everybody
- 2009 : Australia soundtrack

### Événements
- 1998 : Défilé Colette Dinnigan, collection automne/hiver (au Louvre, Paris)
- 1998 : Célébration de l'inauguration des nouveaux studios de la Fox Australia

### Autre
- avril à novembre 2008 : série de 10 podcast intitulés Set to Screen, révélant la création du film Australia en collaboration avec Apple